# Zsarolóprogram
A zsarolószoftver / zsarolóprogram (angolul ransomware) olyan kártékony szoftver, azaz számítógépes program, amely valamilyen fenyegetéssel próbál pénzt kicsikarni a felhasználóból. Ez rendszerint azt jelenti, hogy használhatatlanná teszi a számítógépet vagy elérhetetlenné a rajta lévő adatokat, és csak pénzért vásárolható meg az a kód, aminek a hatására visszaállítja az eredeti állapotot.
A legelső ismert ilyen program az 1989-es AIDS (más néven PC Cyborg Trojan) volt, ami az AUTOEXEC.BAT-on keresztül fertőzve titkosította a fájlneveket, és 189 dollár "licencmegújítási díjat" követelt egy panamai postafiókba. Mivel a program szimmetrikus kulcsú titkosítást használt, a vírusirtók az általa elrejtett fájlokat könnyen vissza tudták állítani; 2005-től megjelenő fejlettebb utódai (például a Gpcode, Archiveus, Krotten, Cryzip, MayArchive férgek) már az RSA-eljárást használták, amelynél a vírus kódjából lehetetlen visszafejteni az adatok visszanyeréséhez szükséges jelszót.
A 2010 elején megjelent DotTorrent trójai kilistázza a fertőzött gépen található, BitTorrentről letöltött fájlokat, és azt próbálja elhitetni a felhasználóval, hogy ha nem fizet büntetést utánuk egy fiktív szerzői jogvédő szervezetnek, be fogják perelni. A nem sokkal utána megjelent Kenzero a japán fájlcserélőkön terjed, és a felhasználó személyes adatainak megszerzése után egy weboldalon listázza az általa letöltött hentai filmeket (azaz pornográf rajzfilmeket), és pénzt kér a lista levételéért.
A fentitől teljesen eltérő értelemben néha zsarolószoftvernek nevezik azt is, amikor egy fejlesztő pénzt kér azért, hogy az általa írt programot szabad szoftverré tegye.

## Külső hivatkozások
- Mi a zsarolóvírus? Hogyan maradhat védett ellenük? | ESET
- A Gpcode leírása
- Mit tegyünk zsarolóvírus-támadás esetén? – Makay.net
- Sok cégen az antivírus és a biztonsági mentés sem segít – Makay.net